# Agamyxis
Agamyxis is een geslacht van straalvinnige vissen uit de familie van de doornmeervallen (Doradidae).

## Soorten
- Agamyxis albomaculatus (Peters, 1877)
- Agamyxis pectinifrons (Cope, 1870)